# Rigaud
Rigaud (Italiaans (verouderd): Rigaudo) is een gemeente in het Franse departement Alpes-Maritimes (regio Provence-Alpes-Côte d'Azur) en telt 184 inwoners (2005). De plaats maakt deel uit van het arrondissement Nice.

## Geografie
De oppervlakte van Rigaud bedraagt 33,0 km², de bevolkingsdichtheid is 5,6 inwoners per km². De Cians stroomt door de gemeente doorheen de bergkloof Gorges du Cians.
De onderstaande kaart toont de ligging van Rigaud met de belangrijkste infrastructuur en aangrenzende gemeenten.

## Demografie
Onderstaande figuur toont het verloop van het inwonertal (bron: INSEE-tellingen).
Vanwege een beveiligingsprobleem met de MediaWiki Graph-software is het momenteel niet mogelijk deze grafiek weer te geven. Zodra de software is bijgewerkt zal de grafiek vanzelf weer zichtbaar worden.